# Onilé
Onilé é um Orixá que representa a base de toda a vida, a Terra-Mãe, tanto na vida como na morte, se caracteriza por ser o princípio e representação coletiva dos eleguns e egunguns. é o primeiro  a receber as oferendas e a ser evocado nos ritos dos sacrifícios. Todo terreiro  possui o assentamento de Onilé, um deles pode ser observado no centro do Barracão de (candomblé), denominado como o fundamento da casa ou simplesmente axé da casa, onde todos sabiamente o reverenciará neste local. Também chamado pelo "Povo de santo" de Aiê, Ilê e Sapatá. 
Em algumas tradições, Onilè, contração de oni (senhora) e ilè (terra, espaço), é a Senhora da Terra, é uma divindade feminina, representa a Mãe Terra (onde acolhe os ancestrais), Egungum. Conta-se que quando Olorum reuniu os orixás para dividir o poder sobre a criação entre eles, uma de suas filhas, Onilé, escondeu-se sob a terra. E acabou ganhando por este motivo poder e autoridade sobre ela. A primeira parte de todos os sacrifícios de (Ejé) sangue é sempre derramada sobre a terra, independente de para qual entidade ou divindade seja o sacrifício, este gesto é uma forma de lembrar e reconhecer o poder de Onilé. Tudo vem da terra e a ela retorna. 

## Culto a Onilé
Cultuada em terreiros da Bahia e em candomblés africanizados, a Mãe Terra desperta curiosidade e interesse entre os seguidores dos orixás, sobretudo entre aqueles que compõem os seguimentos mais intelectualizados da religião. Onilé é assentada num montículo de terra vermelha e acredita-se que guarda o planeta e tudo que há sobre ele, protegendo o mundo em que vivemos e possibilitando a própria vida. Na África, também é chamada Aiê e Ilê, recebendo em sacrifício galinhas, caracóis e tartarugas (Abimbola, 1977: 111). Onilé, isto é, a Terra, tem muitos inimigos que a exploram e podem destruí-la. Para muitos seguidores da religião dos orixás, interessados em recuperar a relação orixá-natureza, o culto de Onilé representaria, assim, a preocupação com a preservação da própria humanidade e de tudo que há em seu mundo. 

## Mitologia
Em Casa De Santo, livro de Luiz Carlos Peres descreve como Onilé ganha o governo da Terra: "Quando os orixás seus irmãos se reuniam no palácio do grande pai para as grandes audiências em que Olodumarê comunicava suas decisões, Onilé fazia um buraco no chão e se escondia, pois sabia que as reuniões sempre terminavam em festa, com muita música e dança ao ritmo dos atabaques."
Onilé não se sentia bem no meio dos outros. Um dia o grande deus mandou os seus arautos avisarem: haveria uma grande reunião no palácio e os orixás deviam comparecer ricamente vestidos, pois ele iria distribuir entre os filhos as riquezas do mundo e depois haveria muita comida, música e dança. Cada orixá que chegava ao palácio de Olodumarê provocava um clamor de admiração, que se ouvia por todas as terras existentes. Os orixás encantaram o mundo com suas vestes. Menos Onilé.
Quando todos os orixás haviam chegado, Olodumarê mandou que fossem acomodados confortavelmente, sentados em esteiras dispostas ao redor do trono. Tinha todas as riquezas do mundo para dar a eles, mas nem sabia como começar a distribuição. Então disse Olodumarê que os próprios filhos, ao escolherem o que achavam o melhor da natureza, para com aquela riqueza se apresentar perante o pai, eles mesmos já tinham feito a divisão do mundo.
Deu a cada orixá um pedaço do mundo, uma parte da natureza, um governo particular. Dividiu de acordo com o gosto de cada um. E disse que a partir de então cada um seria o dono e governador daquela parte da natureza.
Assim, sempre que um humano tivesse alguma necessidade relacionada com uma daquelas partes da natureza, deveria pagar uma prenda ao orixá que a possuísse. Pagaria em oferendas de comida, bebida ou outra coisa que fosse da predileção do orixá.
Os orixás, que tudo ouviram em silêncio, começaram a gritar e a dançar de alegria, fazendo um grande alarido na corte. Olodumarê pediu silêncio, ainda não havia terminado. Disse que faltava ainda a mais importante das atribuições. Que era preciso dar a um dos filhos o governo da Terra, o mundo no qual os humanos viviam e onde produziam as comidas, bebidas e tudo o mais que deveriam ofertar aos orixás. Disse que dava a Terra a quem se vestia da própria Terra.
Quem seria? perguntavam-se todos? "Onilé", respondeu Olodumarê. "Onilé?" todos se espantaram. Como, se ela nem sequer viera à grande reunião? Nenhum dos presentes a vira até então. Nenhum sequer notara sua ausência. "Pois Onilé está entre nós", disse Olodumarê e mandou que todos olhassem no fundo da cova, onde se abrigava, vestida de terra, a discreta e recatada filha. Ali estava Onilé, em sua roupa de terra. Onilé, a que também foi chamada de Ilê, a casa, o planeta.
Olodumarê disse que cada um que habitava a Terra pagasse tributo a Onilé, pois ela era a mãe de todos, o abrigo, a casa. A humanidade não sobreviveria sem Onilé. Afinal, onde ficava cada uma das riquezas que Olodumarê partilhara com filhos orixás? "Tudo está na Terra", disse Olodumarê. "O mar e os rios, o ferro e o ouro, Os animais e as plantas, tudo", continuou. "Até mesmo o ar e o vento, a chuva e o arco-íris, tudo existe porque a Terra existe, assim como as coisas criadas para controlar os homens e os outros seres vivos que habitam o planeta, como a vida, a saúde, a doença e mesmo a morte".
Pois então, que cada um pagasse tributo a Onilé, foi a sentença final de Olodumarê. Onilé, orixá da Terra, receberia mais presentes que os outros, pois deveria ter oferendas dos vivos e dos mortos, pois na Terra também repousam os corpos dos que já não vivem. Onilé, também chamada Aiê, a Terra, deveria ser propiciada sempre, para que o mundo dos humanos nunca fosse destruído. Todos os presentes aplaudiram as palavras de Olodumarê. Todos os orixás aclamaram Onilé. Todos os humanos propiciaram a mãe Terra. E então Olodumarê retirou-se do mundo para sempre e deixou o governo de tudo por conta de seus filhos orixás.".